# Коренно население на северноамериканския Югоизток
Коренното население на северноамериканския Югоизток или Югоизточни индианци, Югоизточни горски индианци, Индианците на Югоизтока е етнографска и географска класификация на индианското население, което преди контакта с европейците живее на територията на Югоизточните Съединени щати.

## Територия на културния регион
Концепцията за Югоизточната културна област е разработена от антрополозите като се започне от Отис Мейсън и Франк Боас през 1887 г. Югоизточното културно пространство се състои от няколко екологични зони, формиращи донякъде отделни субкултурни региона:
- Приатлантическата низина
- Флорида
- Мисисипската низина и долината на Мисисипи
- Вътрешността на Югоизтока

Границите на областите се определят повече от културните прилики, отколкото на базата на географски различия.
Атлантическата низина се простира на изток от Апалачите и е широка от 100 до 300 мили. Тя е заета от множество речни системи, блата и лагуни. На запад теренът се издига към платото Пиедмонт и Апалачите. Този район се характеризира с добре напоявани плата и долини. На юг, покрай Мексиканския залив се простира Мисисипската низина. Тук климатът е мек и влажен, благоприятстващ развитието на богата вечнозелена растителност. Низината е пресечена от много реки и блата, които дават живот на множество екзотични животни и риби. На запад от Апалачите теренът постепенно се спуска към долината на Мисисипи. Многобройните реки, които се вливат в голямата река напояват добре равнината и дават живот на разнообразна растителност и поддържат богата фауна.

## Култура и история
Най-малко 150 000 души, а може би и 10 пъти повече живеят в Югоизтока през 15 век. Първите хора се появяват тук преди 11 000 години. Предполага се че идват от север, но най-вероятно идват от запад. Тези ранни хора са предимно ловци, риболовци и събирачи. Изработват различни елементи от камък, кост и дърво. Грънчарството се появява около 2000 г. пр.н.е. По същото време хората започват да използват и камъни за смилане на различни ядки и семена.
В зависимост от местообитанието и сезона тези ранни хора живеят на групички от разширени семейства, които започват да се обединяват в по-големи групи от около 6000 г. пр.н.е. Племенната организация обаче все още е неизвестна, но на някои места е достатъчно голяма, за да се образуват ранни цивилизации като Адена (800 г. пр.н.е. – 200 г.) и Хоупуел (300 г. пр.н.е. – 700 г). Въпреки че тези две култури са центрирани в долината на Охайо и Мисисипи, тяхното влияние се разпространява в голяма част от Югоизтока.
Хората Адена и Хоупуел живеят в постоянни селища, изграждат земни насипи с различна форма и дължина, и строят надгробни могили. Започват да изработват медни орнаменти и писана керамика. Малко по-късно започва и интензивното земеделие. Царевицата е въведена от Средния Запад в началото на първото хилядолетие. Широко мащабното земеделие и обществената централизация започват от около 900 г. Едновременно с появяването на развитото земеделие, хората развиват и майчина кланова система. Клановете често са групирани в две противоположни дивизии – бяла и червена.
В края на първото хилядолетие някои племена постигат технологичен напредък – изнамират лъка и стрелите, мотиката, кремъчните инструменти и други. Това от своя страна благоприятства развитието на силно централизирано и йерархично подредено общество, начело със силни или дори абсолютни владетели. Членовете на елита получават стоки и услуги от обикновените хора, а в оградените с палисада градове вече живеят хиляди хора. В центъра на всеки град има голям социален и церемониален площад, около който на пръстени могили са разположени храмове, домовете на владетеля и на религиозните водачи. В близост до града са строени церемониални могили, достигащи понякога до 300 акра и обработваеми ниви от по няколко квадратни километра, и същевременно хората имат богат творчески и церемониален живот. Тази нова култура, която се появява, става известна като Културата Мисисипи. Тя достига своя връх между 11 и 13 век и вероятно е повлияна от Централна Америка. Религията на новата култура се характеризира с наличието на три култа – строителството на могили, войната и възхвалата на боеца, и изработването на фигурки от камък, дърво или глина, които представляват духовете на предците. Главно божество е Слънцето, което дава живот. Огънят също е свещен, тъй като е представител на Слънцето. Церемониалният цикъл започва обикновено през пролетта и завършва с „Танца на зелената царевица“ в края на лятото.
Упадъкът на Мисисипската култура започва през 15 век, въпреки че много от характерните за нея елементи се запазват и по-късно. Непосредствено преди колониалния период Югоизточните индианци живеят почти по същия начин като по времето на Културата Мисисипи – обитават същите големи градове с голям площад, имат богат религиозен живот и абсолютни владетели. Типичното им жилище е постройка от пръти и стени от клони измазани с глина. Покривът обикновено е сламен. Имат зимни и летни жилища и често към тях има отделна постройка за съхранение на реколтата. Големите градове имат огромна постройка използвана за съвещания и различни ритуали. Има и отделни колиби за изпотяване. Хората се прехранват главно със земеделие като зърното често се съхранява в специални хамбари. Мъжете ловуват едър и дребен дивеч. Важни диви растителни храни са различни ядки, гъби, див ориз и диви плодове. Мидите също са важна храна в някои области. Птиците, особено пуйките, са основна част от диетата, а перата им се използват за различни неща. В зависимост от местоположението използват различни техники при улов на риба. Повечето от дрехите им са изработени от еленова кожа. Мъжете обикновено носят набедреник, а жените къса пола и туника. Лични орнаменти изработени от черупки, мъниста, перли и мед са широко използвани, както и правенето на сложни татуировки. Боядисването на телата обикновено се прави при специални поводи.
С пристигането на Христофор Колумб през 1492 г. започват и промените. Епидемиите, насилието и поробването достигат местното население още преди действителното идване на европейците в Северна Америка. Контактите зачестяват от 17 век и местната култура започва да се променя с бързи темпове. Френските и британски авантюристи пристигат през 17 век и се присъединяват към испанските търговци, мисионери и колонисти. Същевременно местното население продължава да измира масово от новите болести, а и все по-често трябва да се справя и с нови проблеми като разцепление, измами от страна на търговците, заграбването на земя от колонистите и алкохола. До средата на 18 век търговията с кожи процъфтява, но последиците от нея водят до съществено и необратимо изменение на индианския начин на живот. Местното производство на определени продукти е преустановено, тъй като хората все повече зависят от европейските стоки. Когато дивечът изчезва, вследствие на прекомерния лов много племена започват да отглеждат добитък за храна и кожи. Част от регионалната търговия става и трафикът на роби, в който индианците участват и като продавачи, и като купувачи и жертви.
В началото на 19 век загубата на земя се увеличава главоломно и въпреки че някои големи племена приемат начина на живот на своите бели съседи това не спира алчните за земя заселници и спекуланти. През 1830те цели народи са насилствено изселени от родината им и хиляди от тях измират по пътя, и след пристигането им в новите земи. Постепенно хората възстановяват живота си на запад, но и тук голяма част от земята им е отнета. В началото на 21 век повечето от Югоизточните индианци, които оцеляват по време на колониалния период живеят в Оклахома като се стремят да опазят традициите и културата си.

## Списък на индианските племена на Югоизтока
- Адаи
- Аис – Флорида
- Авойел – Луизиана
- Аепатаниче
- Аколаписа (Колаписа) – Луизиана, Мисисипи
- Алабама – Тенеси, Алабама, Мисисипи
- Амакана
- Апалачи – Флорида, Джорджия
- Апалачикола – Алабама, Флорида, Джорджия
- Атакапа – Луизиана, Тексас
  - Акокиса
  - Бидаи
  - Деадосе
  - Оркокиза
  - Патири
  - Тлакопсел
- Байогола – Луизиана
- Баячито – Мисисипи
- Билокси – Мисисипи
- Висела – Флорида
- Весто – Вирджиния, Южна Каролина
- Григра – Мисисипи
- Гуазоко – Флорида
- Гуал – Джорджия
- Гуаката – Флорида
- Ейеиш
- Ено (Хейноки) – Северна Каролина
- Еточоко
- Ибитупа
- Иласи – Южна Каролина
- Калуса – Флорида
- Капинан (Моктоби) – Мисисипи
- Каскинампо
- Катоба – Северна и Южна Каролина
- Кахинио
- Кадо – Луизиана, Арканзас, Тексас
  - Кадохадачо
  - Начиточес
    - Доустиони

  - Хасинаи
    - Набедаче
    - Набити
    - Надако
    - Накачо
    - Накао
    - Накогдоче
    - Насони
    - Наконо
    - Нечауи
    - Нече
    - Хаинаи
- Кейп Фир – Северна Каролина
- Кеяуви – Северна Каролина
- Киниписа – Луизиана, Мисисипи
- Коасати – Алабама, Джорджия
- Конгари – Южна Каролина
- Конча
- Кончаку
- Короа – Арканзас, Луизиана
- Крики (Мускоги) – Алабама, Джорджия
  - Атаси
  - Абика
  - Канхатки
  - Касита
  - Кеаледжи
  - Ковета
  - Коломи
  - Куса
  - Окфуски
  - Тукабаче
  - Хилиби
  - Холивахали
  - Уакокаи
  - Уиуока
  - Фусхачи
  - Юфола
- Кусабо – Южна Каролина
- Лъмби – Северна и Южна Каролина
- Луса – Флорида
- Манахок – Вирджиния
- Маяими – Флорида
- Маяка – Флорида
- Матекумбе – Флорида
- Микасуки – Джорджия, Флорида
- Мокосо – Флорида
- Монакан – Вирджиния
- Монетон – Вирджиния
- Мохетан – Вирджиния, Западна Вирджиния, Тенеси
- Мобил – Алабама
- Муголаша – Луизиана
- Мукласа
- Натчези – Мисисипи
- Наниаба
- Напочи
- Оканичи – Вирджиния
- Окелуса – Луизиана
- Окмулги – Алабама
- Окони – Джорджия
- Окчай – Алабама
- Осочи – Алабама
- Опелуса – Луизиана
- Офо (Моспелеа) – Охайо
- Уашита
- Оуиспе
- Пакана
- Пакара
- Паскагула – Мисисипи
- Пауокти – Флорида
- Пенсакола – Флорида
- Пиди – Южна Каролина
- Похой (Узита) – Флорида
- Савокли – Алабама, Флорида
- Салуда – Южна Каролина
- Санталуса – Флорида
- Сантии – Южна Каролина
- Сапони (Нахисан) – Вирджиния
- Сара – Северна Каролина
- Севи – Южна Каролина
- Семиноли – Флорида
- Сихапахо – Северна Каролина
- Сугери – Южна Каролина
- Суруке
- Сутери – Северна Каролина
- Таваса – Алабама
- Таматли – Джорджия
- Тангибао (Тангипахоа) – Мисисипи
- Тапоса
- Таенза – Луизиана
- Текеста – Флорида
- Тимукоа – Флорида, Джорджия
  - Асуера
  - Иби
  - Икафуи
  - Окале
  - Потано
  - Сатурива
  - Такатакуру
  - Утина
  - Юстага
  - Юфера
- Тиу – Мисисипи
- Тула
- Токасте – Флорида
- Токобага – Флорида
- Томахитан – Вирджиния
- Тохоме – Флорида, Алабама
- Тчутчома
- Туника – Мисисипи, Луизиана
- Тускоги
- Тутело – Вирджиния
- Уакамо – Северна и Южна Каролина
- Уиниао – Южна Каролина
- Уокон – Северна Каролина
- Уоксо – Северна и Южна Каролина
- Уотери – Северна Каролина
- Ухари
- Хеага – Флорида
- Хесе – Флорида
- Хичити – Джорджия, Флорида, Алабама
- Хобе – Флорида
- Хороро – Флорида
- Хоама – Мисисипи
- Чакато (Чатот) – Флорида, Алабама
- Чероки – Северна и Южна Каролина, Джорджия, Алабама, Тенеси
- Чиаха – Алабама
- Чикани
- Чикасо – Алабама, Мисисипи
- Чине
- Чиска – Вирджиния
- Читимача – Луизиана
  - Уаша
  - Чауаша
  - Ягенечито
- Чоила
- Чокто – Мисисипи, Алабама
- Чоула
- Шакори – Северна Каролина
- Шакчиума – Мисисипи
- Ючи – Тенеси, Северна Каролина
- Язу – Арканзас, Луизиана, Мисисипи
- Ямаси – Джорджия
- Ятаси

### Федерално признати племена, живеещи в Югоизтока в началото на 21 век
- Източната група на индианците чероки – Северна Каролина
- Индианска нация Катоба – Южна Каролина
- Джена групата на индианците чокто – Луизиана
- Кушата племето на Луизиана – Луизиана
- Микосуки племето на индианците на Флорида – Флорида
- Мисисипи групата на индианците чокто – Мисисипи
- Порч Крийк индианците – Алабама
- Семиноли племето на Флорида – Флорида
- Туника – Билокси племето на Луизиана – Луизиана
- Читимача индианското племе на Луизиана – Луизиана

### Федерално признати племена, които са живели в Югоизтока
- Алабама – Кушата племето на Тексас – Тексас
- Алабама – Куасарте племенния град – Оклахома
- Нация Кадо – Оклахома
- Нация Мускоги (Крики) – Оклахома
- Нация Чероки – Оклахома
- Нация чикасо – Оклахома
- Нация чокто – Оклахома
- Обединената група Кутува на индианците чероки – Оклахома